# Universitat de Girona
|  | «UDG» redirigeix aquí. Vegeu-ne altres significats a «UDG (desambiguació)». |

La Universitat de Girona (també coneguda per les seves sigles UdG) és una universitat pública catalana amb seu principal a la ciutat de Girona.
Va ser reconeguda com a universitat l'any 1991, fruit de la fusió de diversos centres d'estudis universitaris de Girona adscrits a altres universitats, tot i que els seus orígens es remunten a l'Estudi General, un ens creat el 1446 per Alfons el Magnànim. La universitat està formada per tres campus: Barri Vell, Centre i Montilivi, a part del Parc de Recerca i Innovació; acull 15.399 estudiants i 1.200 membres del personal docent i investigador (dades de 2018). El rector actual és Joaquim Salvi Mas.

## Història
El rei Alfons el Magnànim va concedir l'any 1446 el privilegi d'impartir titulacions de gramàtica, retòrica, filosofia, teologia, dret i medicina a la ciutat de Girona, la qual cosa donà lloc a la creació de l'Estudi General. Les classes, però, no van començar oficialment fins al 1572 a causa de circumstàncies derivades de la guerra; anaven a càrrec de l'Església i dels síndics municipals, i es duien a terme a l'edifici que actualment es coneix com Les Àligues. La construcció –que s'estenia extramurs des del convent dels Dominics fins a les proximitats de la Porta Rufina amb la façana donant a la plaça de Sant Domènec– fou aixecada expressament per acollir els estudis amb fons atorgats per Felip II; el bisbe Romeu en col·locà la primera pedra el 4 de desembre de 1561. El benemèrit gironí Iu Arnós, amb una donació de 744 lliures barceloneses, va col·laborar notablement en l'acceleració de les obres. El 1710 el rei Carles III d`Aragó va concedir el títol de «Reial» la Universitat de Girona. Les classes varen continuar, amb notable prestigi, fins al 1717, any en el qual la universitat fou clausurada –igual que la resta d'universitats catalanes, excepte la recentment creada Universitat de Cervera– a conseqüència del Decret de Nova Planta.
Durant el segle xix, durant la revolució liberal, l'Ajuntament de Girona va crear la Universitat Lliure de Girona, on s'oferien els estudis de dret i farmàcia. Aquesta universitat va tenir una curta durada, ja que només va existir del 1869 al 1874.
Pel que fa a la història recent, la Universitat de Girona té els seus orígens en l'Escola Normal de mestres i especialment en diferents iniciatives sorgides durant els anys 60 que pretenien tornar a instaurar els estudis universitaris a Girona. Es van crear l'Escola Universitària d'Enginyeria Tècnica (precursora de l'actual Escola Politècnica Superior), que depenia de la Universitat Politècnica de Catalunya i va començar a impartir classes el curs 1973/74, i el Col·legi Universitari de Girona, que depenia de la Universitat Autònoma de Barcelona. Posteriorment també es va recuperar l'Estudi General, que va impartir en els seus inicis estudis d'humanitats, empresarials, ciències i ciències socials.
El 12 de desembre del 1991 el Parlament de Catalunya va aprovar la llei 35/1991 de creació de la nova Universitat de Girona; el text del document, firmat per Jordi Pujol (president de la Generalitat) i per Josep Laporte i Salas (conseller d'Educació), va ser publicat el 15 de gener del 1992 al Diari Oficial de la Generalitat de Catalunya. Posteriorment, l'1 de juliol del mateix any, la Generalitat va publicar el decret 131/1992 segons el qual es segregaven, per integrar-se en la UdG, els següents organismes: de la Universitat Autònoma de Barcelona el Col·legi Universitari, l'Escola Universitària de Formació del Professorat d'EGB i l'Escola Universitària d'Estudis Empresarials; i de la Universitat Politècnica de Catalunya l'Escola Universitària Politècnica. El primer rector de la Universitat de Girona va ser Josep Maria Nadal i Farreras.
Contemporàniament a la Universitat de Girona també es van crear la Universitat de Lleida i la Universitat Rovira i Virgili, en un esforç pel govern català d'expandir i modificar el mapa universitari català.

### Protesta amb càrregues policials
En el marc del 20è aniversari de la universitat, la rectora Anna M. Geli va convidar el president de la Generalitat, Artur Mas, a l'acte de clausura del 16 de desembre de 2011. Unes dues-centes manifestants, entre estudiants i personal administratiu i de serveis, van protestar per la presència del president, la política de retallades del Govern de Catalunya i la pujada de taxes universitàries. Durant la manifestació, un grup d'estudiants va accedir al claustre amb l'objectiu d'aturar l'acte i la rectora va autoritzar l'entrada d'antiavalots a l'edifici, que van carregar contra els manifestants i provocar diverses lesions. Posteriorment, dotze manifestants van ser encausades per desordres públics, i algunes també per agressió a agents de l'autoritat, sustentades amb declaracions dels Mossos d’Esquadra. Així mateix, dos agents dels mossos d'esquadra van ser acusats de delictes de lesions i tortura. Vuit anys després dels fets, el judici es va celebrar a l'Audiència de Girona. La Generalitat de Catalunya va retirar la seva acusació particular contra els manifestants, que havia mantingut des del 2011 amb penes de presó, mentre que la fiscalia va retirar les seves acusacions a la meitat dels encausats. L'acusació particular contra els mossos d'esquadra també es va retirar per considerar que els fets havien prescrit. Finalment, l'Audiència va dictar una sentència absolutòria per la resta d'encausats.

## Òrgans de govern
L'article 53 dels Estatuts de la Universitat de Girona diferencia quatre tipus d'òrgans de govern: òrgans col·legiats d'àmbit general (Claustre universitari, Consell social, Consell de govern –l'òrgan més important– i Junta consultiva), òrgans unipersonals d'àmbit general (rector/a, vicerector/a, secretari/a…), òrgans col·legiats d'àmbit particular (Juntes de facultat, Juntes d'escola, Consell de departament…) i òrgans unipersonals d'àmbit particular (Degà/ana, Director/a…).

### Llista de rectors
En l'etapa fundacional, la UdG va estar governada per una Comissió Gestora nomenada pel Govern de la Generalitat de Catalunya, presidida per en Josep Maria Nadal Farreras. A principi de 1994 va haver-hi les primeres eleccions al rectorat, càrrec que ha estat ocupat per cinc persones durant la història recent:
| Rector/a                               | Mandat    |
| -------------------------------------- | --------- |
| Josep Maria Nadal i Farreras           | 1994-2002 |
| Joan Batlle Grabulosa (Q51905218)      | 2002-2005 |
| Anna Maria Geli de Ciurana (Q51900208) | 2005-2013 |
| Sergi Bonet Marull (Q38549761)         | 2013-2017 |
| Joaquim Salvi Mas                      | 2017-     |

## Campus

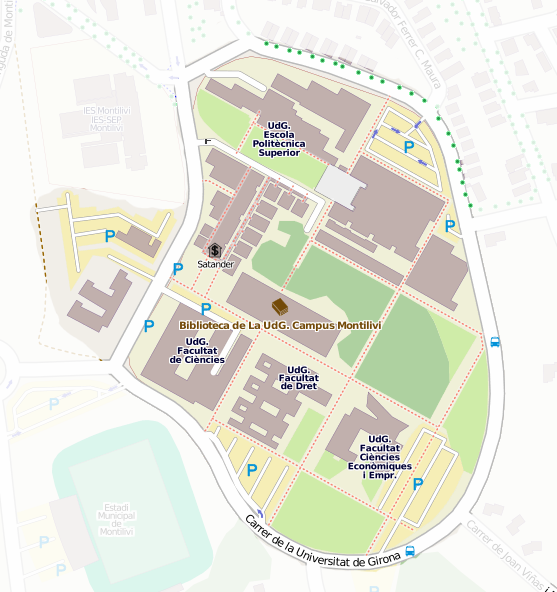
Mapa del Campus de Montilivi.

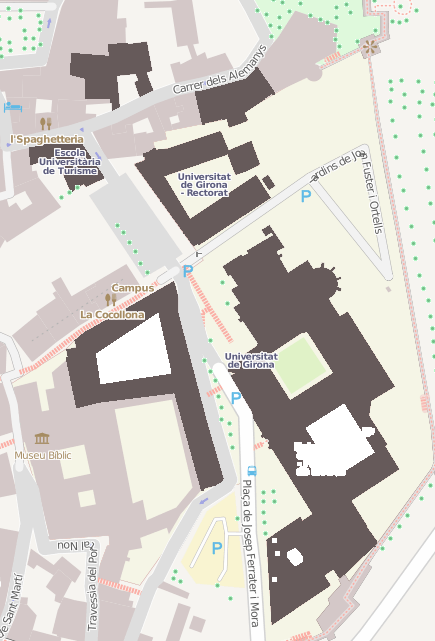
Mapa del Campus del Barri vell, amb els edificis de la universitat ressaltats.

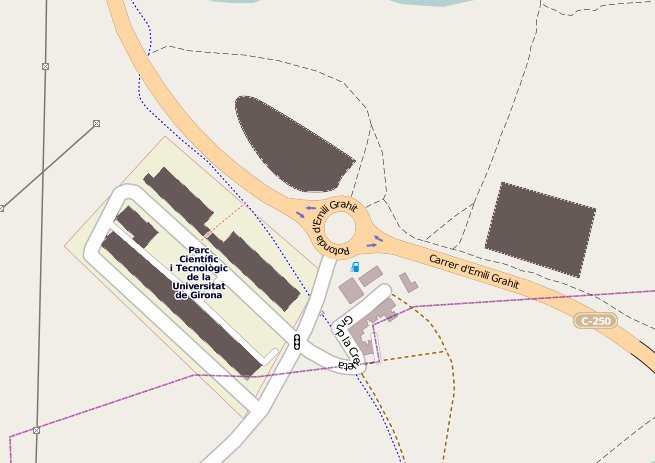
Mapa del Parc de Recerca i Innovació, situat a La Creueta, amb els edificis pertanyents al parc ressaltats.

La Universitat de Girona té tots els seus edificis dins la mateixa ciutat. S'hi diferencien tres campus: el de Montilivi, el del Barri Vell i el Centre. Finalment, el Parc científic i tecnològic –tot i no ser pròpiament un campus– es troba a la zona de La Creueta, al límit de Girona amb Quart. El total de la superfície de la Universitat és d'uns 165.000 m². Fins al 2014, a un edifici del Barri del Mercadal, situat al centre de la ciutat, s'hi trobava la Fundació UdG: Innovació i Formació, encarregada de la formació continuada de la UdG. Des de gener de 2015 aquesta Fundació té la seu al Parc.
El Campus de Ciències de la Salut es projectava construir a Sarrià de Ter en uns terrenys prop de l'Hospital Josep Trueta cedits per l'Ajuntament que ocupen un total de 80.000 m². El futur campus havir d'acollir les facultats de Medicina i Infermeria, la seu de la Fundació Institut d'Investigació Biomèdica de Girona i edificis privats relacionats amb la Universitat. Estava previst que les classes en el nou campus comencessin el curs 2013/2014, però la construcció ha quedat desestimada en aquest lloc. En canvi, s'ha planificat un gran campus sanitari que aplegui l'Hospital de Santa Caterina, el nou Hospital Universitari Josep Trueta, i els centres universitaris corresponents.
Fora de la ciutat de Girona, hi ha càtedres en diverses poblacions de les comarques gironines; d'altra banda, hi ha diversos centres d'ensenyament superior que estan adscrits a la Universitat sense formar-ne part estrictament.

### Campus de Montilivi

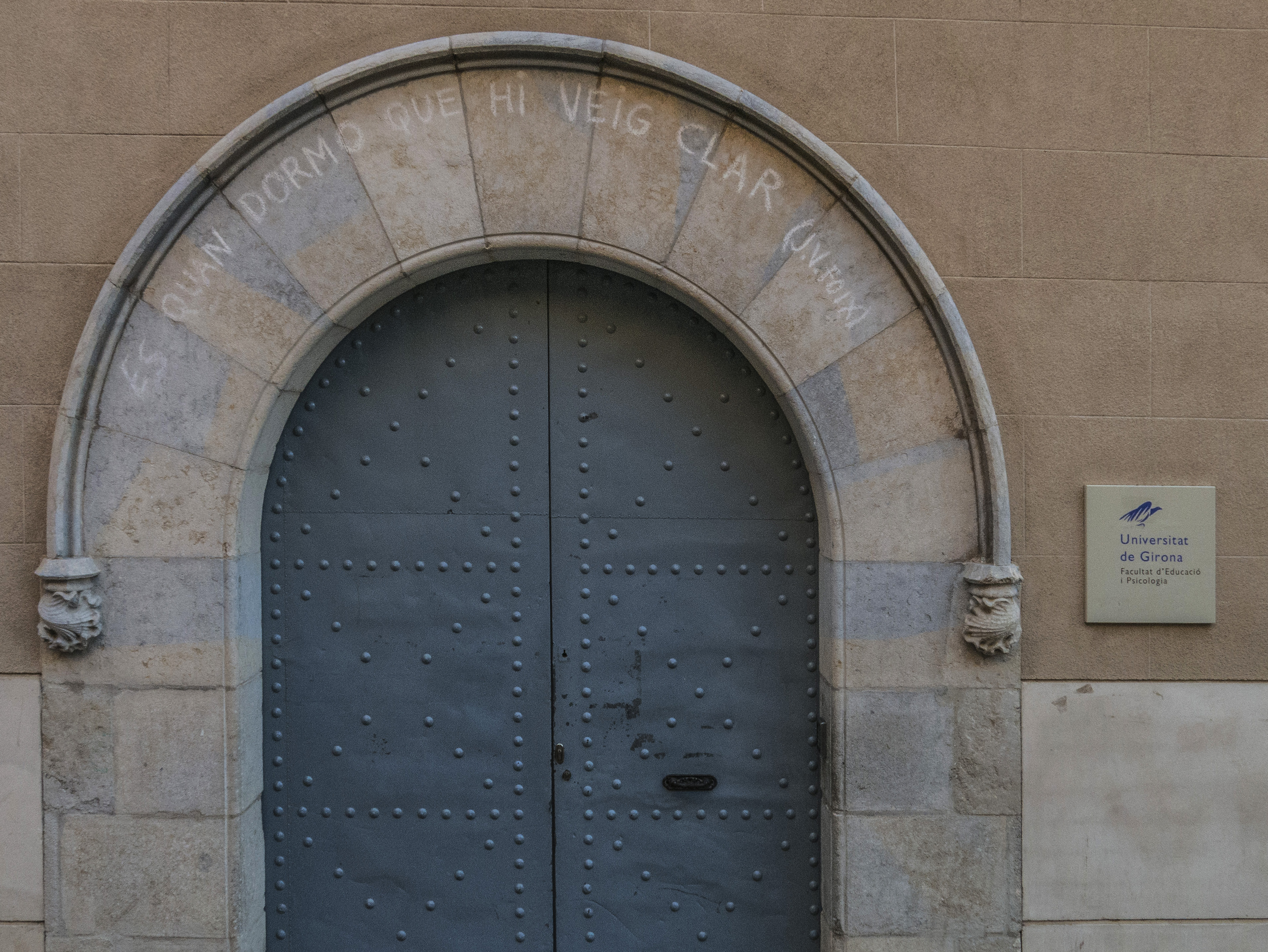
Porta de la Facultat d'Educació i Psicologia

El Campus de Montilivi està situat al barri de Montilivi, al vessant del puig amb el mateix nom, i ocupa una superfície aproximada de 82.500 m², la meitat de la superfície total de la universitat. Allà s'hi troben l'Escola Politècnica Superior (la qual consta de quatre edificis, anomenats P-I, P-II, P-III i P-IV), la Facultat de Ciències, la Facultat de Dret, la Facultat de Ciències Econòmiques i Empresarials, l'Aulari Comú (ampliat el 2015), el CIAE –Centre d'Informació i Assessorament de l'Estudiant– i un conjunt de mòduls prefabricats d'ús divers. També, just al mig, hi ha la Biblioteca de Montilivi –inaugurada el 2002 i ampliada el 2007–, de tres plantes i amb capacitat per 1.100 usuaris, envoltada per espais verds.
A tocar del Campus de Montilivi, al sud, hi ha l'Estadi Municipal de Montilivi, on el Girona Futbol Club disputa els seus partits; just a sobre hi ha les instal·lacions del Servei d'Esports de la universitat. Cap a l'est s'hi troba la Residència d'Estudiants de Montilivi, inaugurada el 1998 i amb una capacitat de 210 places, i un edifici d'habitatges universitaris. Finalment, al costat de l'Aulari Comú hi ha l'IES-SEP Montilivi, construït l'any 1980.

### Campus Barri Vell
El Campus Barri Vell és al voltant de la Plaça Sant Domènec al Barri Vell de Girona. En aquest campus hi ha la Facultat de Lletres, la Facultat de Turisme (pendent de la construcció d'una nova seu en un edifici projectat al Campus de Montilivi), la Facultat d'Educació i Psicologia i l'edifici que acull el Rectorat. Annexa a la Facultat de Lletres hi ha la Biblioteca del Barri Vell, dividida en dos edificis (edifici Sant Domènec i edifici Muralla); fou dissenyada pels arquitectes Joan Tarrús Galter i Jordi Bosch Genover, pot acollir fins a 533 usuaris. Al Carrer Alemanys hi ha dues cases que s'han adequat per a oficines administratives, i que connecten directament amb l'edifici de Les Àligues.

### Campus Centre
El Campus Centre, també anomenat Campus d'Emili Grahit –ja que està situat al carrer amb el mateix nom– comprèn l'edifici que allotja la Facultat d'Infermeria i la Facultat de Medicina; totes dues estan pendents d'un futur trasllat al Campus de la Salut, que es construirà en un futur a la zona de l'actual Hospital de Santa Caterina, entre Salt i Girona, i on també hi haurà l'Hospital Universitari Josep Trueta. L'edifici actual compta amb una biblioteca, la Biblioteca del campus Centre. L'edifici va ser inicialment l'Escola Normal de Girona, més endavant l'Escola Universitària de Formació de Professorat d'EGB, dependent de la UAB, i finalment la Facultat d'Educació. Aquest Facultat es va traslladar a inicis de 2010 al Barri Vell, després d'adequar-se l'edifici del Seminari Menor.

### Parc de Recerca i Innovació
El Parc de Recerca i Innovació –projectat a la fi de la dècada del 1990, començat a construir el 2004 i anomenat fins al setembre de 2023 Parc Científic i Tecnològic– és a prop del veïnat de la Creueta (Quart), prop a la vila de Quart, a la banda oposada del puig de Montilivi d'on hi ha el Campus de Montilivi. Té una extensió total de 75.000 m², dels quals 36.000 estan construïts; actualment hi ha 6 edificis, un dels quals encara està en construcció. Des de gener de 2015 el Parc és la seu de la Fundació Girona: Innovació i Formació.
- Edifici Jaume Casademont
- Edifici Giroemprèn
- Edifici Narcís Monturiol
- Institut Català de Recerca de l'Aigua, creat el 2006 en el marc del Programa de Centres de Recerca de Catalunya (CERCA).[30] Fou inaugurat el 2009.[31]
- Centre d'Investigació en Robòtica Submarina (CIRS)
- Futur edifici del CENTA (Centre Nacional de Tecnologies Agroalimentàries). Actualment acull les instal·lacions d'una empresa privada.

L'objectiu del parc és acollir i donar suport a empreses innovadores, derivades i estructures (sovint estructures mixtes universitat-empresa) relacionades amb l'R+D. La Fundació Príncep de Girona (actualment Fundació Princesa de Girona) va traslladar la seu operativa al Parc (concretament a l'edifici Giroemprèn) a la fi de 2010. En va marxar el 2016, per establir-se al centre de la ciutat.
La Fundació "Parc Científic i Tecnològic de la Universitat de Girona, Fundació Privada", nascuda el 2001 i formada per 20 patrons –entre ells la Universitat, l'Ajuntament, la Federació d'Organitzacions Empresarials de Girona, la Diputació i la Cambra de Comerç–, és qui gestionava i planificava el Parc fins al setembre de 2023. A partir de llavors, ho fa la Fundació Parc de Recerca i Innovació de la UdG, participada per la pròpia UdG, el Patronat de l'EPS-UdG i la Cambra de Comerç de Girona.

## Estudis impartits
Al curs 2010-2011, la Universitat de Girona impartia un total de 36 estudis diferents (44 comptant els centres adscrits). El 2019/20 ofereix 50 graus en total, a part de d'una dotzena de dobles titulacions.
En aquest mateix curs, el 2010-2011, es va completar l'adaptació de tots els estudis al Pla de Bolonya de l'Espai Europeu d'Educació Superior, igual que la resta d'universitats de Catalunya. Aquesta nova metodologia d'aprenentatge és una característica diferencial dels estudis de grau.
La UdG també ofereix més de 45 màsters universitaris en tots els camps,
així com programes de doctorat (PdD), formats per cursos estructurats dins l'oferta dels màsters de recerca i complementats amb altres activitats proposades des del mateix programa de doctorat.

## Organització acadèmica

### Facultats i escoles[42]
- Escola de Doctorat
- Escola Politècnica Superior
- Facultat d'Educació i Psicologia
- Facultat d'Infermeria
- Facultat de Ciències
- Facultat de Ciències Econòmiques i Empresarials
- Facultat de Dret
- Facultat de Lletres
- Facultat de Medicina
- Facultat de Turisme

### Centres adscrits[43]
- Escola Universitària de la Salut i l'Esport (EUSES), a Salt.
- Escola Universitària de Turisme Euroaula
- Escola Universitària d'Hoteleria i Turisme de Sant Pol de Mar
- Escola Universitària ERAM, imparteix dos graus oficials amb un pla d'estudis únic: un grau en Comunicació Audiovisual i Multimèdia[44] i un grau en Arts Escèniques,[45] així com diversos diplomes i cursos d'especialització. Va ser fundada l'any 1998 per part de la Fundació privada Escola de Gestió, que l'octubre del 2009 s'instal·la a la Factoria Cultural Coma Cros de Salt, un equipament cultural municipal[46] de 16.000 metres quadrats.
- Escola Universitària Formatic Barcelona
- Escola Universitària Mediterrani

### Departaments
La UdG compta amb 24 departaments, que són els encarregats d'organitzar la docència i la recerca.

### Instituts
- Institut de Ciències de l'Educació Josep Pallach

#### Instituts universitaris de recerca
- Institut d'Ecologia Aquàtica
- Institut d'Informàtica i Aplicacions
- Institut de Dret Privat Europeu i Comparat
- Institut de Llengua i Cultura Catalanes
  - És un centre de recerca dedicat a l'estudi de la llengua i la literatura catalanes que va ser creat el 1986. S'ha centrat principalment en la recerca científica sobre la història de la llengua i la literatura.[47][48]
- Institut de Medi Ambient
- Institut de Química Computacional i Catàlisi
- Institut de Recerca Educativa
- Institut de Recerca en Turisme (INSETUR)
- Institut de Recerca en Visió per Computador i Robòtica
- Institut de Recerca Històrica
- Institut de Recerca sobre Qualitat de Vida
- Institut de Tecnologia Agroalimentària

### Càtedres
A finals de 2019, la UdG té 34 càtedres, que promouen la recerca i l'estudi en temes específics i per acord o conveni amb d'altres institutions o amb empreses. Les càtedres poden tenir seu a la mateixa UdG o en poblacions del territori proper.

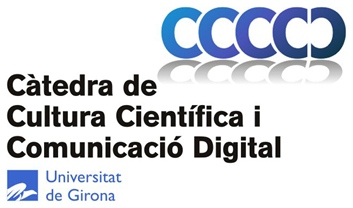
Càtedra de Cultura Científica i Comunicació digital

### Fundacions
- Parc de Recerca i Innovació de la UdG
- UdG: Innovació i Formació
- UdG: Universitat i Futur
- Campus Arnau d'Escala
- Agroterritori

### Centres de recercaCERCAadscrits
- Institut Català de Recerca de l'Aigua
- Institut Català de Recerca en Patrimoni Cultural
- Insitut d'Investigació Biomèdica de Girona

## Biblioteca
La Universitat de Girona compta amb tres biblioteques repartides en diferents campus:
| Biblioteca                          | Campus     | Superfície | Capacitat     | Comentaris | Foto |
| ----------------------------------- | ---------- | ---------- | ------------- | --- | ---- |
| Biblioteca del campus del Barri Vel | Barri Vell | 2.818 m²   | 533 usuaris   | Repartida en dos espais: l'Edifici Muralla i l'Edifici Sant Domènec. Projecte dels arquitectes Joan Tarrús Galter i Jordi Bosch Genover |      |
| Biblioteca del campus de Montilivi  | Montilivi  | 6.836 m²   | 1.100 usuaris | Se situa al centre del campus de Montilivi                                                                                              |      |
| Biblioteca del campus Centre        | Centre     | 600 m²     | 210 usuaris   | Situada a la quarta planta de l'edifici d'Emili Grahit                                                                                  |      |

## Rànquings i reputació
Diverses classificacions universitàries han analitzat les característiques de la UdG. En alguns casos, sobretot als rànkings més rellevants a nivell de món, només es tenen en compte universitats d'una mida mitjana i gran, cosa que n'exclou la UdG. A més, la metodologia i la significació de les classificacions és objecte de controvèrsia.

### Classificacions de docència i de recerca
En 2015, la UdG d'acord amb criteris de recerca, docència, i d'innovació i desenvolupament tecnològic
- Criteri d'excel·lència, 6 de 57 (Catalunya: 5 de 9)[50] es classificava entre les universitats espanyoles
- Impacte normalitzat: 11 de 57 (Catalunya: 6 de 9)[50]
- Col·laboració internacional: 9 de 57 (Catalunya: 6 de 9)[50]
- 40 de 59 en volum (Catalunya: 7 d'11)[51]
- 24 de 59 en qualitat (Catalunya: 8 d'11)[51]
  - 20 de 59 en qualitat de la docència (Catalunya: 8 d'11)[51]
  - 18 de 59 en qualitat de la recerca (Catalunya: 7 d'11)[51]
  - 48 de 59 en qualitat de la innovació i desenvolupament tecnològic (Catalunya: 10 d'11)[51]

El 2016, l'infome CyD va mostrar la química com a punt més fort de la UdG.
En l'edició 2022 del rànking CyD, la UdG va formar part del grup de 15 universitats capdavanteres de l'estat espanyol. Pel que fa a àmbits de coneixement, els millors resultats van ser en Química (1a de 32 universitats participants), Arquitectura (5a de 30) i Enginyeria Informàtica (8a de 52). La resta van ser Enginyeria Elèctrica (10a de 41), Enginyeria Industrial (11a de 31), Biologia (18a de 38), Enginyeria Mecànica (24a de 37) i Enginyeria Química (28a de 32).

### Classificacions relacionades amb la presència a Internet
El Ranking Web of Universities és una classificació de les universitats i centres d'educació superior espanyols per criteris relacionats amb la seva presència a Internet i per la qualitat de les publicacions de recerca. La UdG hi ocupa els següents llocs pel que fa a l'activitat a Internet:
- Presència: 4 de 240 (Catalunya: 3)
- Obertura: 16 de 240 (Catalunya: 4)

El web ScimagoIR també publica el 2015, a més d'una classificació de recerca, un rànking de presència web, on la UdG hi ocupa els llocs:
- Vincles entrants: 15 de 57 (Catalunya: 5 de 9)
- Mida de la web: 4 de 57 (Catalunya: 2 de 9)

## Doctorats honoris causa atorgats
La Universitat de Girona ha atorgat el títol de Doctor honoris causa a les següents persones:
| Any  | Doctor honoris causa                | Padrí                            |
| ---- | ----------------------------------- | -------------------------------- |
| 1997 | Fred Utter                          | Carles Pla                       |
| 1997 | Jaume Aragall i Garriga             | Anna Maria García                |
| 1997 | Jerome Seymour Bruner               | Ramon Canals                     |
| 2002 | Miquel Batllori i Munné             | Martí de Riquer                  |
| 2004 | Robert Brian Tate                   | Mariàngela Vilallonga            |
| 2004 | Joan Bertran Rusca                  | Miquel Duran                     |
| 2004 | Jaume Gil Aluja                     | Joan Carles Ferrer               |
| 2008 | Eric J. Hobsbawm                    | Anna Maria García                |
| 2008 | Miquel Roca Junyent                 | Xavier Arbós Marín               |
| 2008 | Raimon Panikkar i Alemany           | Josep Maria Terricabras          |
| 2008 | Carmina Virgili i Rodón             | David Brusi                      |
| 2008 | Joan Rodés i Teixidor               | Carles Abellà                    |
| 2010 | Joan Roca i Fontané                 | José Antonio Donaire             |
| 2010 | Ferran Mir Estruch                  | Joaquim Rabasseda                |
| 2012 | Encarna Roca i Trias                | Miquel Martín                    |
| 2013 | Josep Fontana Lázaro                | Rosa Congost                     |
| 2013 | Ramon Garrabou Segura               | Antonio López                    |
| 2013 | Jordi Nadal i Oller                 | Joaquim Nadal                    |
| 2014 | David Jou i Mirabent                | Xavier Casamitjana i Elena Roget |
| 2014 | Juan Carlos Tedesco                 | Salomó Marquès                   |
| 2015 | Ilona Kickbusch                     | Dolors Juvinyà                   |
| 2016 | Pere Balsells i Jofre               | Joaquim Salvi                    |
| 2017 | Lluís Llach i Grande                | Joan de la Creu Godoy            |
| 2017 | Miquel Martí i Pol (a títol pòstum) | Margarida Casacuberta            |
| 2018 | Narcís Comadira i Moragriega        | Dolors Juvinyà                   |
| 2019 | Evert Jan Baerends                  | Miquel Solà i Marcel Swart       |
| 2019 | Sovan Lek                           | Emili García-Berthou             |
| 2021 | Josep Maria Casasús                 | Lluís Costa                      |
| 2021 | Daniella Tilbury                    | Anna Maria Geli                  |
| 2021 | Marina Subirats                     | Jordi Feu                        |
| 2021 | Pere Portabella                     | Àngel Quintana                   |
| 2022 | Anna Ferrer                         | Eduard Muntaner                  |
| 2022 | Josep Amat Girbau                   | Joan Batlle                      |
| 2023 | Carme Valls i Llobet                | Joan San                         |

## Vida universitària

### Esports
El Servei d'Esports de la Universitat de Girona és l'organisme que organitza i acull les activitats esportives de la universitat. Les seves instal·lacions estan localitzades al Campus de Montilivi, i compten amb quatre pistes de tennis, tres pistes de pàdel, una pista poliesportiva i un camp de gespa artificial. Moltes de les activitats que es duen a terme poden comportar un reconeixement de crèdits de lliure elecció (o crèdits ECTS pels estudis de grau).
Es poden fer socis del Servei d'Esports els estudiants, ex-estudiants i personal de la universitat, així com els seus familiars més propers. Amb el carnet s'ofereixen descomptes en diversos llocs de la ciutat, especialment en piscines municipals.
La Universitat de Girona té representació en els Campionats de Catalunya Universitaris i, en alguns casos, també en els Campionats d'Espanya Universitaris. En esports d'equip s'han obtingut bons resultats, com el primer lloc a Catalunya de bàsquet i futbol l'any 2010, i el bronze aconseguit en bàsquet als Campionats d'Espanya del mateix any.

### Àligues i Aligots
Equip de rugbi de la Universitat de Girona. Fou fundada el 1993. I actualment és la principal secció esportiva de la universitat.
Disposa de secció femenina i masculina. Ambdues seccions entrenen els Dilluns a les 20:30 al camp de rugbi del GEiEG de Palau. És obert a tothom que vulgui, ja tingui coneixement de l'esport o no.

#### Palmarès Masculí
- 2015 Subcampions de Catalunya al Campionats de Catalunya Universitaris. (Derrota a la final contra l'equip de la UPC)[66]

#### Palmarès Femení
- 2015 3r Classificades als Campionats de Catalunya Universitaris

- 2017 1r Classificades als Campionats de Catalunya Universitaris

La Càtedra d'Esports i Educació Física (CEEF), per altra banda, té la seu a Banyoles i el seu objectiu és col·laborar amb la Universitat de Girona i amb aquesta ciutat per desenvolupar i fomentar l'esport i l'educació física.

### Xoriguers de la UdG
La Colla castellera universitària Xoriguers de la UdG va ser fundada l'any 1998 per un grup d'estudiants. Els millors castells que han aconseguit fins al moment ha estat el 3 de 7 descarregat la temporada 2006-2007, el primer 4 de 7 descarregat a la temporada 2010-2011, el primer 4 de 7 amb el pilar carregat a la temporada 2011-2013, i el 2 de 7 amb folre descarregat el 16 de maig de 2013 en el transcurs de la Diada Xoriguera). Dos cops l'any organitzen diades castelleres a les quals hi assisteixen les altres colles castelleres universitàries de Catalunya. Els assajos els duen a terme al prat de gespa davant de l'Escola Politècnica Superior del Campus de Montilivi.